# Château La Conseillante

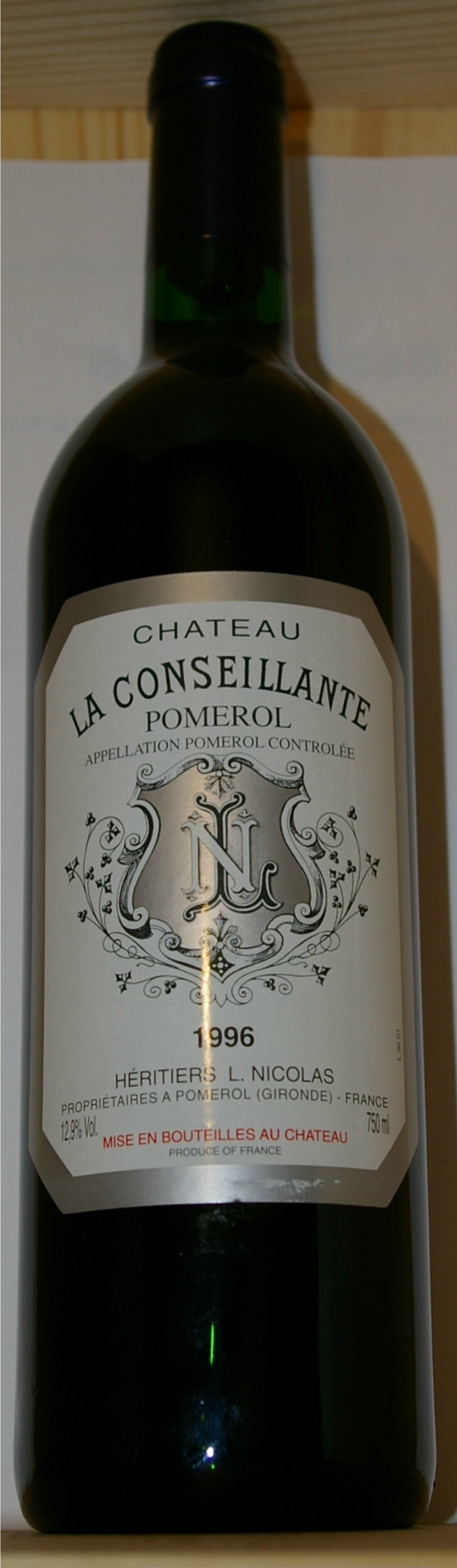
La Conseillante 1996

Das Château La Conseillante ist ein berühmtes französisches Weingut und liegt im Weinbaugebiet Pomerol. Das Gutsgebäude liegt in unmittelbarer Nähe der Grenze zum Weinbaugebiet von Saint-Émilion. Nachbargüter sind die namhaften Château Cheval Blanc, Château La Tour-Figeac, Vieux Château Certan und Château L’Evangile. Die Rebfläche liegt überwiegend auf einer mehrere Meter dicken Kiesablagerung, die der Fluss Isle in der Günz-Eiszeit aus dem Zentralmassiv herangeführt hat.

## Geschichte des Weinguts
Die Ursprünge der landwirtschaftlichen Nutzflächen des Guts liegen in römischer Zeit, in der sich unweit vom heutigen Gutsgebäude ein Landgut namens „Figeacus“ befand. Es gehörte während des gesamten Mittelalters nacheinander verschiedenen führenden Familien der Region. Im 17. Jahrhundert gelangte der Besitz in Eigentum der Familie Carle, deren Mitglied François de Carle vom Sonnenkönig Ludwig XIV. auf Lebenszeit zum Bürgermeister von Saint-Émilion ernannt wurde. Catherine Conseillan erbte im Jahr 1734 eine der verfügbaren landwirtschaftlichen Nutzflächen und legte zwischen 1735 und 1776 Rebflächen auf dem heutigen Gelände an und gehörte damit zu den ersten, die in Pomerol konsequent auf den Ausbau von Wein setzte. Dabei setzte sie auch auf eine stetige Vergrößerung ihres Besitzes. Eine Karte von Pierre de Belleyme aus dem Jahr 1763 stellt das Gebiet von Pomerol dar und belegt die Präsenz der Rebflächen. Ab 1756 widmete sich Catherine ausschließlich ihrem Weingut, nachdem sie vorher im Metallhandel in der Stadt Libourne tätig war. In die Zeit der 1750er Jahre fällt auch die Errichtung des schlichten, noch heute bestehenden Gutsgebäudes.
Die kinderlose Catherine vermachte das Gut ihrer Nichte Marie Despujol. Marie war mit Jean Fourcaud verheiratet, dessen Familie später auch Einfluss auf Château Cheval Blanc nehmen sollte. Ab den 1820er Jahren übernahm Sohn Pierre Fourcaud die Leitung des Guts. Knapp 20 Jahre später war La Conseillante im Besitz der Familie Leperche-Princeteau.
1871 übernahm schließlich Louis Nicolas (gestorben 1880) das Weingut.
Aktuell stehen Marie-France Nicolas d´Arfeuille und Bertrand Nicolas dem Unternehmen vor. Unterstützt werden sie von Jean-Michel Laporte, der vor wenigen Jahren Arnaud de Lamy folgte.

## Der Wein
Das kleine Weingut verfügt über eine Rebfläche von nur 12 ha, das Durchschnittsalter der Rebstöcke liegt bei 40 Jahren. Die aktuelle Bepflanzung hat 80 % Merlot und 20 % Cabernet Franc. Das Château mit dem Namen „Die Ratgeberin“ befindet sich seit spätestens 1871 im Besitz der Familie Nicolas. Den Namen bezieht das Gut jedoch von Catherine Conseillan, die dem Weingut vor nahezu 250 Jahren vorstand. Die Nicolas-Erben sind mit dem Etikett mit abgeschnittenen Seiten und silberner Umrandung gekennzeichnet, die das Wappen „L.N“ umgeben.
Der Ausbau im Barrique beträgt 18 Monate. Je nach Jahrgang werden 80–100 % neue Eichenfässer eingesetzt. Seit dem Jahrgang 2007 wird ein Zweitwein, der Duo de Conseillante angeboten, 95 % Merlot und 5 % Cabernet Franc. Dieser Wein wird während 12 Monaten in älteren Barriques ausgebaut.
Die violette Kapsel erinnert an den charakteristischen Duft von Wein.
Der Wein von La Conseillante wird als einer der üppigsten und zugleich elegantesten Pomerol-Weine angesehen. Die besten Jahrgänge sind der 2000er (Weinbewertung: 96 Parker-Punkten (PP)), 1998 (90 PP), 1990 (98 PP), 1989 (96 PP), 1985 (94 PP) und 1982 (96 PP). Wem als Beispiel der Wein vom nahe gelegenen Château Pétrus zu aufwendig ist, wer aber auf Hochklasse-Wein des Merlot-Typs aus Pomerol Wert legt, ist oft mit den Weinen von Conseillante sehr zufrieden.